# Companhia de Navegação Carregadores Açorianos

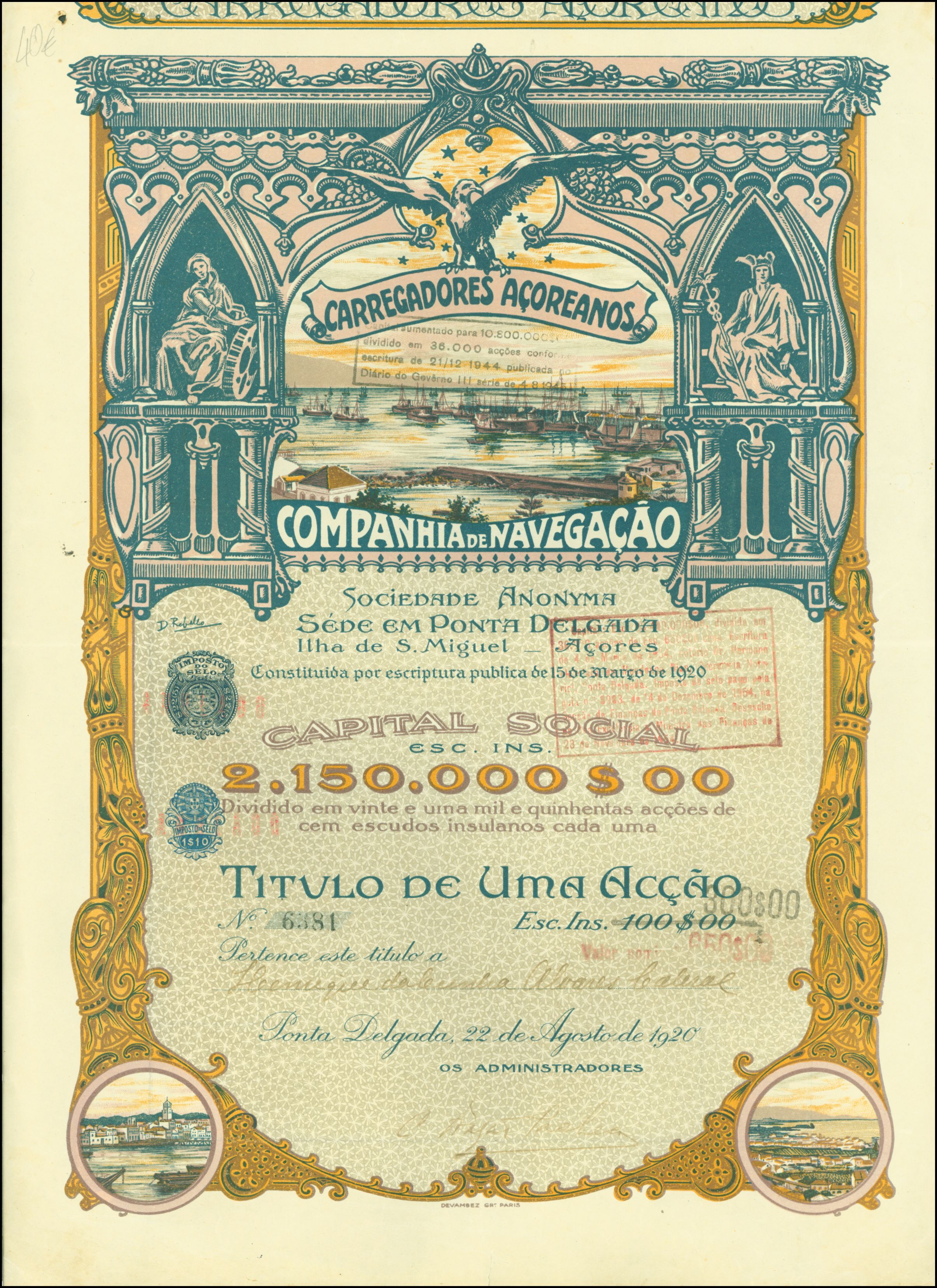
Participação da Companhia de Navegação Carregadores Açorianos a partir de 22 de agosto de 1920

A Companhia de Navegação Carregadores Açorianos ComB foi uma empresa de navegação portuguesa.

## História
Foi fundada em 1920 por iniciativa de Francisco Luís Tavares, para realizar transportes marítimos de passageiros e de cargas. Com sede em Ponta Delgada, na ilha de São Miguel teve um importante papel dinamizador do comércio marítimo entre o arquipélago dos Açores e os portos do norte da Europa e da costa leste dos Estados Unidos.
A 5 de maio de 1944 foi feita Comendadora da Ordem de Benemerência. Com os lucros obtidos durante a Segunda Guerra Mundial, por iniciativa do diretor-delegado, Francisco Luís Tavares (v. fotografia), promoveu a construção do Teatro Micaelense.

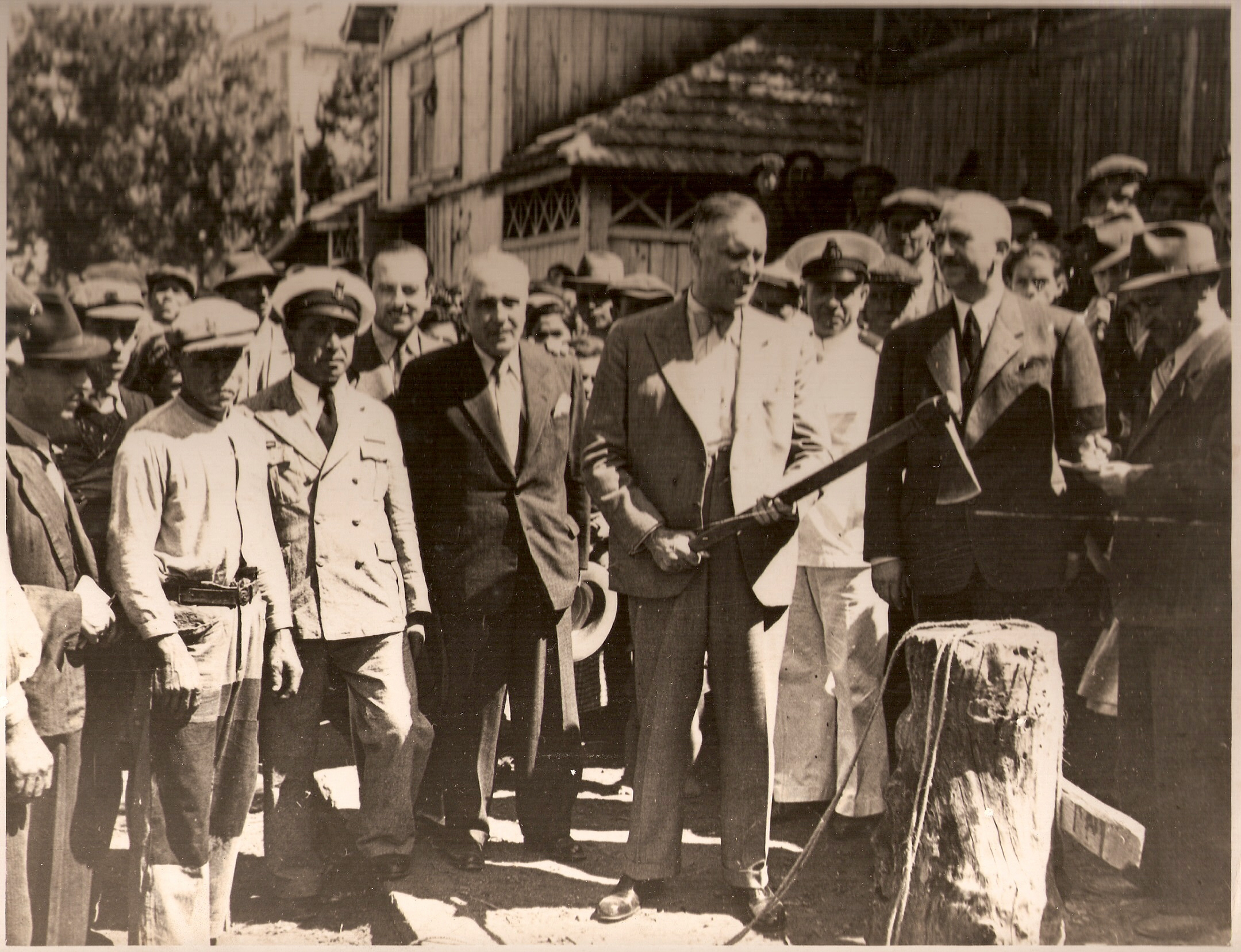
FLT recepção de navio em estaleiro naval para Carregadores Açorianos

Operou até 1972, tendo sido absorvida pela Empresa Insulana de Navegação.